# Hoorn (materiaal)

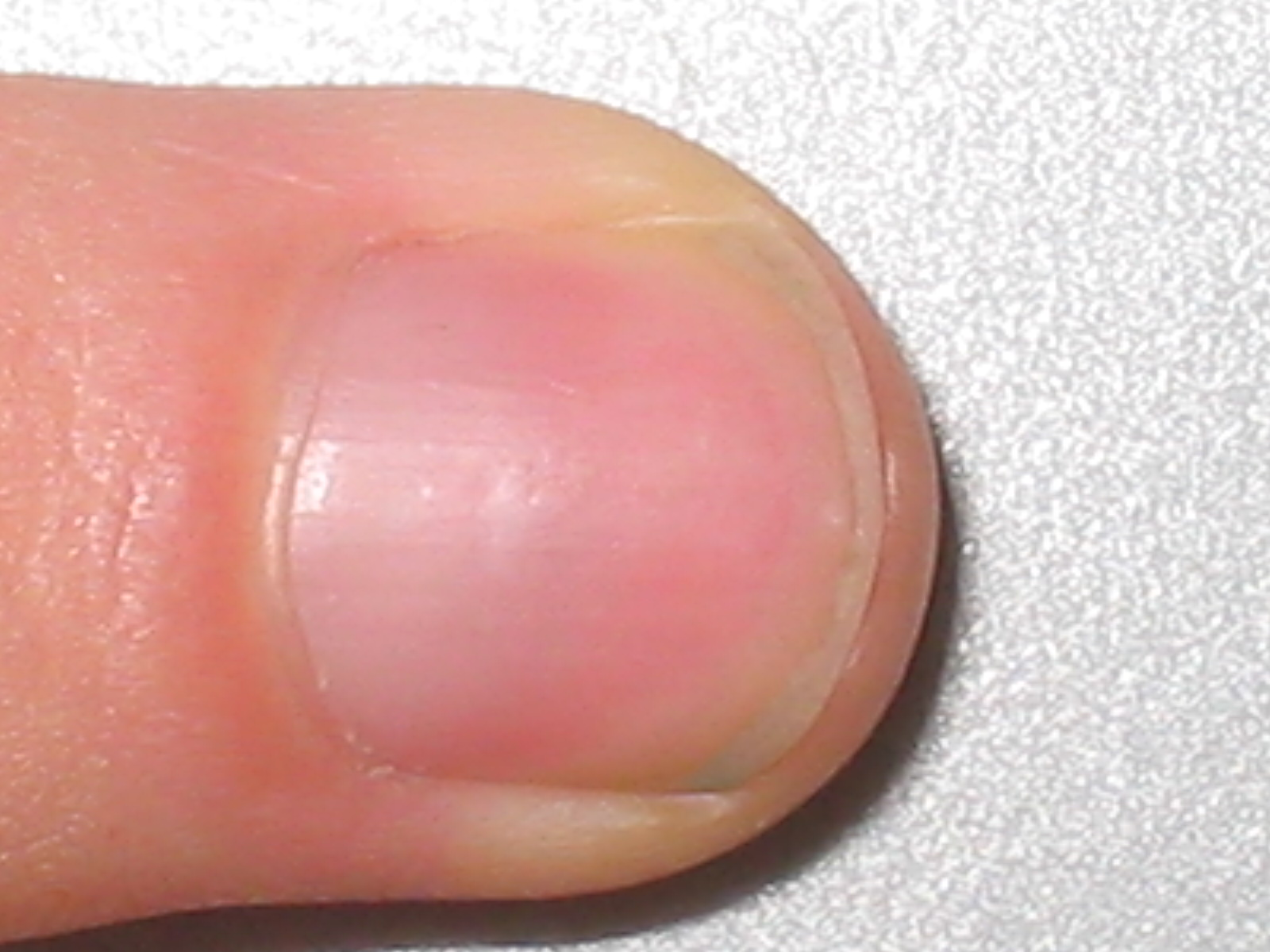
Menselijke vinger- en teennagels zijn opgebouwd uit hoorn.

Hoorn is het harde materiaal van hoeven, snavels, vinger- en teennagels en de buitenkant van hoorns. De substantie bestaat hoofdzakelijk uit het taaie, onoplosbare eiwit keratine, wat ook in de buitenste cellaag van de huid (epidermis) wordt teruggevonden.

## Varianten
Hoorn bij zoogdieren is gebaseerd op een andere variant van keratine dan bij vogels en reptielen:
- alpha-keratine - Deze vorm komt voor bij zoogdieren. De hoorn van de neushoorn bestaat bijna geheel uit keratine. Bij andere zoogdieren bestaat de hoorn alleen aan de buitenkant uit keratine. Ditzelfde materiaal zit ook in nagels, haren en opperhuid van zoogdieren.
- beta-keratine - Dit is harder dan de alpha-variant en zit in de huid van reptielen, in het schild van de schildpad en in de huid, veren en snavels van vogels.

## Toepassingen
Het hoorn van runderen kan als zodanig, na enige bewerking, worden toegepast als materiaal voor blaasinstrumenten, drinkbekers of voorraadvaten. De bewerking van hoorn als materiaal is bekend vanaf de prehistorie. Hoorn laat zich bewerken als hout. Men kan het zagen, raspen enzovoort. Daardoor kan het worden verwerkt tot allerlei kleine voorwerpen, zoals haarkammen, handvatten en mesheften, naalden en priemen, knopen, lepels, pijpen, brilmonturen, dobbelstenen en sieraden.
Een vervanger voor hoorn is kunsthoorn of galaliet, een kunststof die vervaardigd wordt uit caseïne en formaline.